# Вахджирський перевал
37°05′14″ пн. ш. 74°29′03″ сх. д. / 37.087222222222° пн. ш. 74.484166666667° сх. д.
Вахджирський перевал (кит. трад.: 瓦赫吉爾山口; піньїнь: Wǎhèjí'ěr Shānkǒu, пушту کوتل وجیر) — гірський прохід у Памірі  у східній частині Ваханського коридору, єдиний прохід між Афганістаном і Китаєм. Сполучає Вахан в Афганістані з Ташкурган-Таджицьким автономним повітом в Сіньцзяні, Китай та долини річок Вахджирджилга та Вахджир розташовано на висоті 4923 м.  Кордон є місцем з різкою зміною часу (UTC +4:30 в Афганістані й UTC +8, Китайський стандартний час, в Китаї).
Перевал не є офіційним пунктом перетину кордону, через нього не проходить жодної автостради. На афганській стороні найближча автострада знаходиться у Сархад-е-Вахан  (перс. «Кордон Вахана»), близько 100 км до перевалу по стежках. З китайської сторони є кепська дорога що розпочинається близько 15 км від перевалу, і прямує до Каракорумського шосе 80 км. В 2009 році китайське Міністерство оборони розпочало будівництво нової дороги, яка буде проходити за 10 км від перевалу, для потреб прикордонників. Перевал закритий щонайменше п'яти місяців на рік і відкритий нерегулярно решту часу.
Під перевалом на афганському боці є крижана печера на висоті 4554 м. Це джерело річки Вахджир, потоку, який урешті-решт стає Амудар'єю (або Оксус). Тому ця печера, вважається витоком Амудар'ї.
В 1895 році перевал був позначений як кордон між Китаєм та Афганістаном у рамках угоди між британцями та росіянами, хоча китайці і афганці, підписали договір про кордон в 1964.
Історично, через перевал проходив важливий торговий шлях з Бадахшану до Яркенду.
З долини китайської річки Вахджирджилга до Афганістану також можна потрапити через перевал Північний Вахджирдаван, прямуючий в долину річки Караджилга. Цей перевал дозволяє прокласти коротший маршрут до Таджикистану

## Варто відзначити
- Через перевал прямує до Китаю контрабанда опію влітку[6]
- Вахджир і найближчі перевали (Калик тощо) мають географічний інтерес в тому відношенні, що тут вельми невеликий простір відокремлює води системи Амудар'ї, прямуючі на захід, від верхніх приток Тариму, що прямують на схід, і приток Інду, прямуючих на південь.